# Paul Möhlmann
Paul Josef (Paul) Möhlmann (Hilversum, 7 september 1947) is een Nederlands politicus van de PvdA. Van 2003 tot 2014 was hij burgemeester van de gemeente Oostzaan.
Hij gaf les aan de Oosterschool in Baarn en was in die gemeente vanaf 1991 gemeenteraadslid. In de periode 1994 tot 2002 was hij in Baarn wethouder. Daarna keerde hij als PvdA-fractievoorzitter in de Baarnse gemeenteraad tot zijn burgemeestersbenoeming.  Op de nieuwjaarsreceptie van zijn gemeente op 6 januari 2014 maakte Möhlmann bekend dat hij per 1 oktober 2014 zal aftreden. Peter Leegwater volgde hem als waarnemend burgemeester op.